# 阪急151形電車

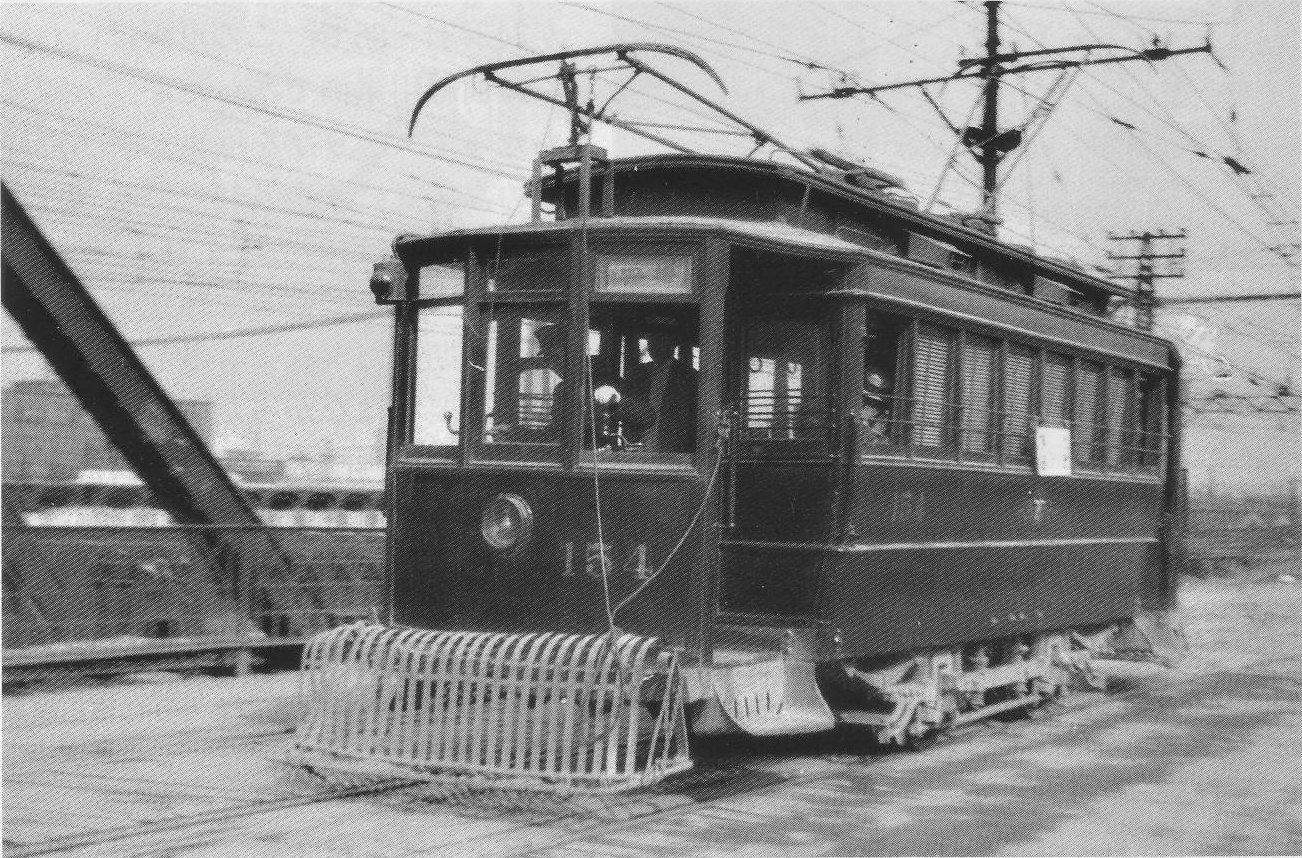
154（1933年）

阪急151形電車（はんきゅう151がたでんしゃ）は、阪急電鉄の前身である阪神急行電鉄時代に導入された、木造車体の電車である。

## 概要
1926年（大正15年）の大阪市内の高架・複々線化により、残された地上区間のうち、北野までは北野線として営業を継続することになったが、同線で使用するため、大阪市電の11形のうち4両（160・302・305・309）を譲り受けて151形として登場した。
車体はオープンデッキの路面電車型で、制動装置は手動ブレーキを採用し、ブリル21-E台車を使用した固定4輪車である。集電装置は、トロリーポールを加工した独特な形状の「ボウコレクター」（ビューゲルの一種）を使用していた。
北野線では、唯一残っていた47形の47を改番した150とともに使用されたが、1933年（昭和8年）に34形と交替して予備車となった。その後しばらく休車ののち、151 - 154の4両は1939年（昭和14年）3月に長崎電気軌道に譲渡された。

## 長崎電気軌道譲渡後
長崎電気軌道では、同時期に大阪市電11形を直接譲り受けた120形の追番の形で130形となった。4両のうち132は1945年（昭和20年）8月9日の原爆投下で焼失した。残りの3両のうち131・133は1951年（昭和26年）に丸屋根・木造の新製車体に載せ替え、134は1953年（昭和28年）に西鉄福岡市内線の中古の木造車体に載せ替えられた（詳細は長崎電気軌道有明形電車の項目を参照）。
134は1959年（昭和34年）の廃車後にアメリカ合衆国の保存団体に譲渡され、残りの2両も1968年（昭和43年）までに廃車解体されている。